# Let's hear it for the boy (lied)
Let’s hear it for the boy is een nummer van de Amerikaanse zangeres Deniece Williams en afkomstig van het studioalbum met dezelfde naam uit 1984. Op 14 februari dat jaar werd het nummer op single uitgebracht.

## Achtergrond
Het lied is geschreven door Tom Snow en Dean Pitchford. Denice Williams zong het in voor de filmmuziek behorende bij de film Footloose. Voor dat album schreven diverse musici liedjes variërend van Kenny Loggins tot Sammy Hagar. Pitchford trad daarbij tevens op als muziekproducent. Ongeveer gelijktijdig was Williams bezig met een opname van een eigen nieuw album onder leiding van George Duke. Dat album kreeg de titel mee van dit lied, dat een nummer 1-positie haalde in diverse landen. Het werd genomineerd voor Oscar voor beste originele nummer in 1984, maar verloor van Stevie Wonders I Just Called to Say I Love You.

## Hitnoteringen
De plaat stond twee weken op nummer 1 in de Billboard Hot 100 en met negen weken een plaats in de top 10. In totaal stond het er negentien weken in, maar betekende tevens het einde van succes in dit Amerikaanse hitparade. Ook in Engeland verkocht de single goed. Het stond vijftien weken in de UK Singles Chart met plaats 2 als hoogste notering.
In Nederland werd de plaat op maandag 21 mei 1984 door dj Frits Spits en producer Tom Blomberg in het radioprogramma De Avondspits verkozen tot de 298e NOS Steunplaat van de week op Hilversum 3 en werd een hit in de destijds drie hitlijsten op de nationale publieke popzender. De plaat bereikte de 4e positie in zowel de Nederlandse Top 40 als de TROS Top 50. In de Nationale Hitparade werd de 5e positie bereikt. In de Europese hitlijst, de TROS Europarade, werd de 13e positie bereikt.
In België bereikte de plaat de 5e positie in de voorloper van de Vlaamse Ultratop 50 en de 3e positie in de Radio 2 Top 30.

### Nederlandse Top 40
| Positie: | 37 | 23 | 11 | 6 | 4 | 4 | 8 | 14 | 27 | 39 | uit |

### Nationale Hitparade
| Positie: | 16 | 6 | 5 | 8 | 13 | 16 | 26 | 32 | 46 | uit |

### TROS Top 50
Hitnotering: 07-06-1984 t/m 09-08-1984. Hoogste notering: #4 (3 weken).

### TROS Europarade
Hitnotering: 03-06-1984 t/m 24-06-1984. Hoogste notering: #13 (2 weken).

### Vlaamse Radio 2 Top 30
De plaat werd van de eerste plaats af gehouden door Wham! met Wake Me Up Before You Go-Go en Duran Duran met The Reflex.
| Positie: | 15 | 7 | 3 | 5 | 3 | 7 | 14 | uit |

### Vlaamse Ultratop 50
| Positie: | 40 | 15 | 10 | 5 | 5 | 7 | 10 | 13 | 20 | 27 | 39 | uit |

### NPO Radio 2 Top 2000
| Nummer met noteringen in de NPO Radio 2 Top 2000 | '99  | '00  |
| ------------------------------------------------ | ---- | ---- |
| Let's hear it for the boy                        | 1811 | 1971 |

1. ↑  Een vetgedrukt getal geeft de hoogste notering aan.
2. ↑  Deze tabel is bijgewerkt tot en met de laatste editie (2024).